# هویت پنهان
هویت پنهان (انگلیسی: Hidden Identity; کره‌ای: 신분을 숨겨라) یک مجموعه تلویزیونی محصول کره جنوبی در سال ۲۰۱۵ با بازی کیم بوم، پارک سونگ وونگ، یون سو یی و لی وون جونگ است. این مجموعه از ۱۶ ژوئن تا ۴ اوت ۲۰۱۵، روزهای دوشنبه و سه‌شنبه ساعت ۲۳:۰۰ (کی‌اس‌تی) از تی‌وی‌ان برای ۱۶ قسمت پخش شد.